# MOS Burger
MOS Burger är en snabbmatskedja i Japan, grundad 1972 av Satoshi Sakurada i Tokyo. Företaget är mest inriktad på hamburgare. Den är den näst största snabbmatskedjan i Japan efter McDonald's och har även restauranger i Taiwan, Singapore, Kina, Hongkong, Thailand, Indonesien och även fram till 2005 i Hawaii. 
Företaget har sitt säte i Shinjuku, Tokyo.